# 9/11 (film)
9/11 is een documentaire over de terroristische aanslagen op 11 september 2001 in New York waarin twee vliegtuigen in de twee torens van het World Trade Center crashen. De film is geregisseerd door de Franse broers Jules en Gédéon Naudet en brandweerman James Hanlon. 

## Inhoud
De bedoeling van de film was eigenlijk het volgen van Tony Benetatos, een groentje bij het New Yorkse brandweerkorps Firehouse 7. Het korps onder leiding van commandant Joseph W. Pfeifer wordt opgeroepen voor een gaslek, en Jules Naudet gaat mee. Diens broer Gédéon, de vaste cameraman, was die ochtend in de kazerne gebleven. Aangekomen op de locatie — op circa 1,6 km afstand aan 32 Avenue of the Americas (40° 43′ 12″ NB, 74° 0′ 14″ WL) — vliegt het eerste vliegtuig over. Jules Naudet draait om om het vliegtuig te zien, dat afstevent op de Twin Towers. 
Brandweerman Vincent G. Halloran kijkt omhoog als het vliegtuig overvliegt, en ze zijn getuige van de crash. Halloran roept drie keer na elkaar "Holy shit!" na het zien gebeuren van de crash (Halloran overleefde de aanslagen niet). Jules Naudet maakt hierbij een van de twee opnames van het eerste vliegtuig dat in de North Tower vliegt (de inslag van het tweede vliegtuig werd door veel meer camera's gefilmd). Later gaan de reportagemakers samen met de brandweer naar de lobby van de North Tower, waar de brandweer zich probeert te organiseren. Ze zijn nog steeds binnen wanneer de tweede toren, de South Tower, instort.
Op 10 maart 2002 ging de documentaire reclamevrij in première op het Amerikaanse televisiestation CBS. De documentaire werd gepresenteerd door Robert De Niro, en ook Steve Buscemi was te zien in de documentaire. Op 10 september 2006 werd een nieuwe aangepaste versie uitgezonden, waaraan nieuwe ontwikkelingen waren toegevoegd. De beelden van De Niro zijn er overigens uitgeknipt voor de dvd-versie. In juli 2018 werd wederom een online petitie tegen De Niro gestart omtrent de aanslagen.

## Afbeelding
| |  | |
| De Pearl Paint Framing Shop (polaroid genomen vanop dit dak) tegenover het 32 Avenue of the Americas, waar Jules en Gédéon Naudet de eerste aanslag op het World Trade Center filmden; American Airlines-vlucht 11 crasht in de North Tower |  | Dezelfde locatie in 2014, maar dan vanaf straatniveau: het One World Trade Center toen pas gereed en het 57 Leonard Street midden; in 2001 nog niet gebouwd |